# جمعية مرشدات بوتسوانا
جمعية مرشدات بوتسوانا هي المنظمة الإرشادية الوطنية في بوتسوانا تأسست في عام 1924، وأصبحت عضو في الجمعية العالمية للمرشدات وفتيات الكشافة في عام 1969 والجمعية موجهة للفتيات فقط وتضم 2,432 عضوة اعتبارا من 2003 والغرض من تاسيس الجمعية هو «تطوير إمكانيات الفتيات وأي مواطن يكون عضو فعال في المجتمع».